# آنتونی کرولیکوفسکی
آنتونی کرولیکوفسکی (لهستانی: Antoni Królikowski؛ زادهٔ ۱۷ فوریه ۱۹۸۹) بازیگر اهل لهستان است.
از فیلم‌ها یا مجموعه‌های تلویزیونی که وی در آن‌ها نقش داشته‌است، می‌توان به اسم رمز: لهستان، سیاست، هتل زرافه و کرگدن، کربلا، اسکادران ۳۰۳، روایتی واقعی، نبرد ورشو ۱۹۲۰، تشخیص، در خیابان سپولنی، ورشو ۴۴، دوستان، عشق اول، قانون حقیقی، پدر متیو، در خوشی و سختی، کارآگاهان جنایی، دوران افتخار و ۳۹ و نیم اشاره نمود.